# Dmitrij Ivanovics Mengyelejev
Dmitrij Ivanovics Mengyelejev (oroszul: Дмитрий Иванович Менделеев; Tobolszk, 1834. január 27./február 8. – Szentpétervár, 1907. január 20./február 2.) orosz kémikus, a periódusos rendszer megalkotója. A 101-es rendszámú kémiai elem, a Mendelévium (Md) és a Holdon található Mengyelejev-kráter róla kapta a nevét.

## Életrajza
1834. február 8-án született Tobolszkban a helyi gimnázium igazgatójának tizenhetedik (és tizenharmadik életben maradt) gyermekeként. Nagyapja vitte az első nyomdagépet Szibériába, és ő adta ott ki az első újságot. Apját szembaja fiatalon nyugdíjba kényszerítette, a család megélhetését ettől kezdve az anyja által alapított üveggyár biztosította. Mengyelejev is dolgozott itt, s első kémialeckéit egy száműzött politikai fogolytól kapta.

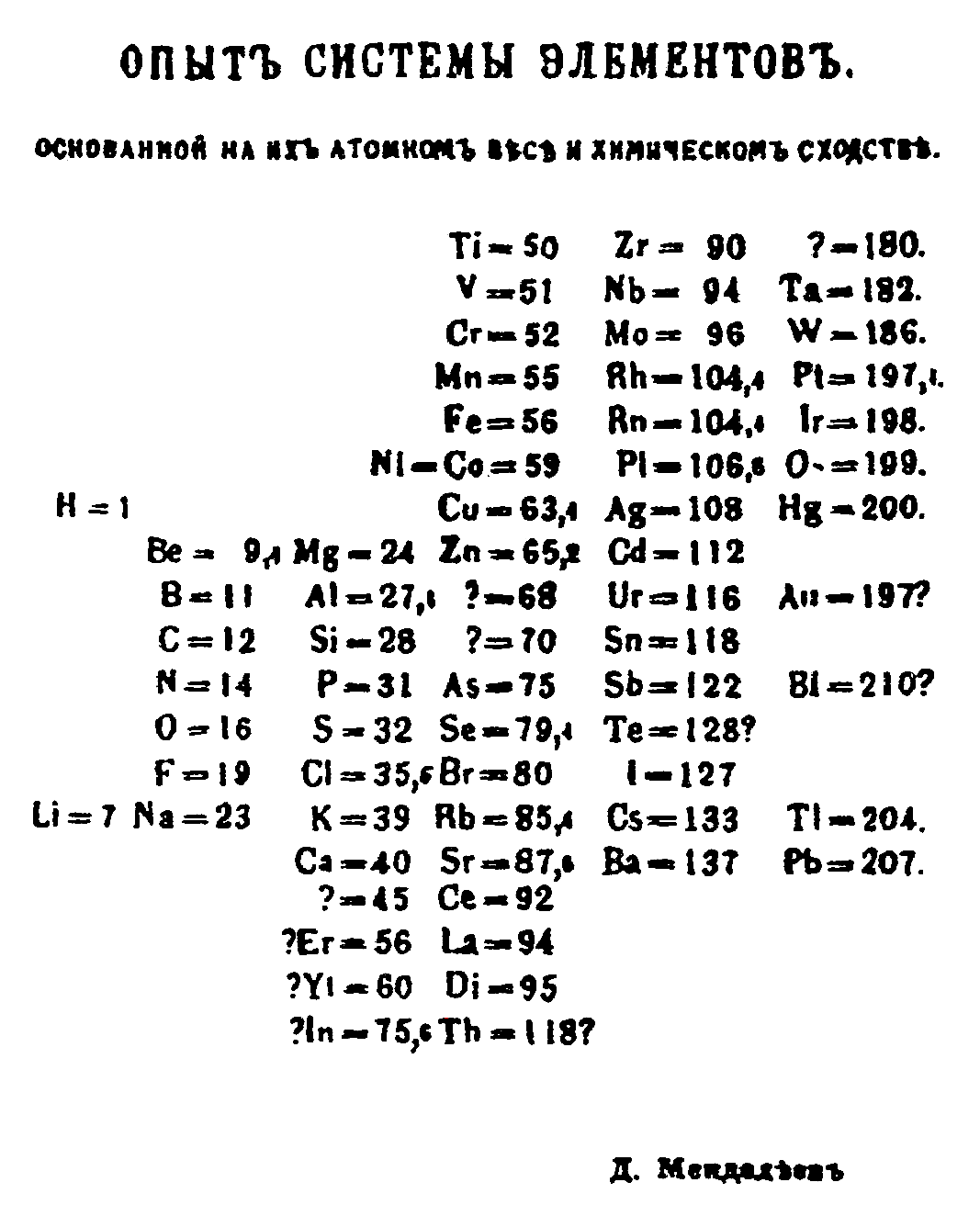
Mengyelejev periódusos rendszere

Tizenhárom éves volt, amikor apja meghalt, a gyár leégett, az elszegényedett család Moszkvába költözött. Itt nem sikerült egyetemre bejutnia, végül Szentpéterváron végezte el a tanárképző főiskolát. Diplomájának megszerzése után tüdőbajt fedeztek fel nála, ezért az orvosok tanácsára a Krím-félszigetre költözött. 1856-ban gyógyultan tért vissza a fővárosba, ahol fizikai-kémiai értekezésével magiszteri címet szerzett, majd egy év múlva egyetemi oktató lett. 1859-ben állami ösztöndíjjal két évre Heidelbergbe küldték, itt Bunsennel a molekulák kohézióját és a spektroszkópot tanulmányozta.
Hazatérve megnősült, 1864-ben a műegyetem kémiaprofesszora, majd a szentpétervári egyetem általános kémiai tanszékének vezetője lett, s az intézményt nemzetközileg is elismert tudományos központtá alakította. 1868–70 között írta klasszikus művét, A kémia alapjait, ez nemcsak a legjobb orosz nyelvű kémiakönyv, de a valaha írt egyik legszokatlanabb is, mivel több mint felét a túlburjánzó lábjegyzetek foglalják el.

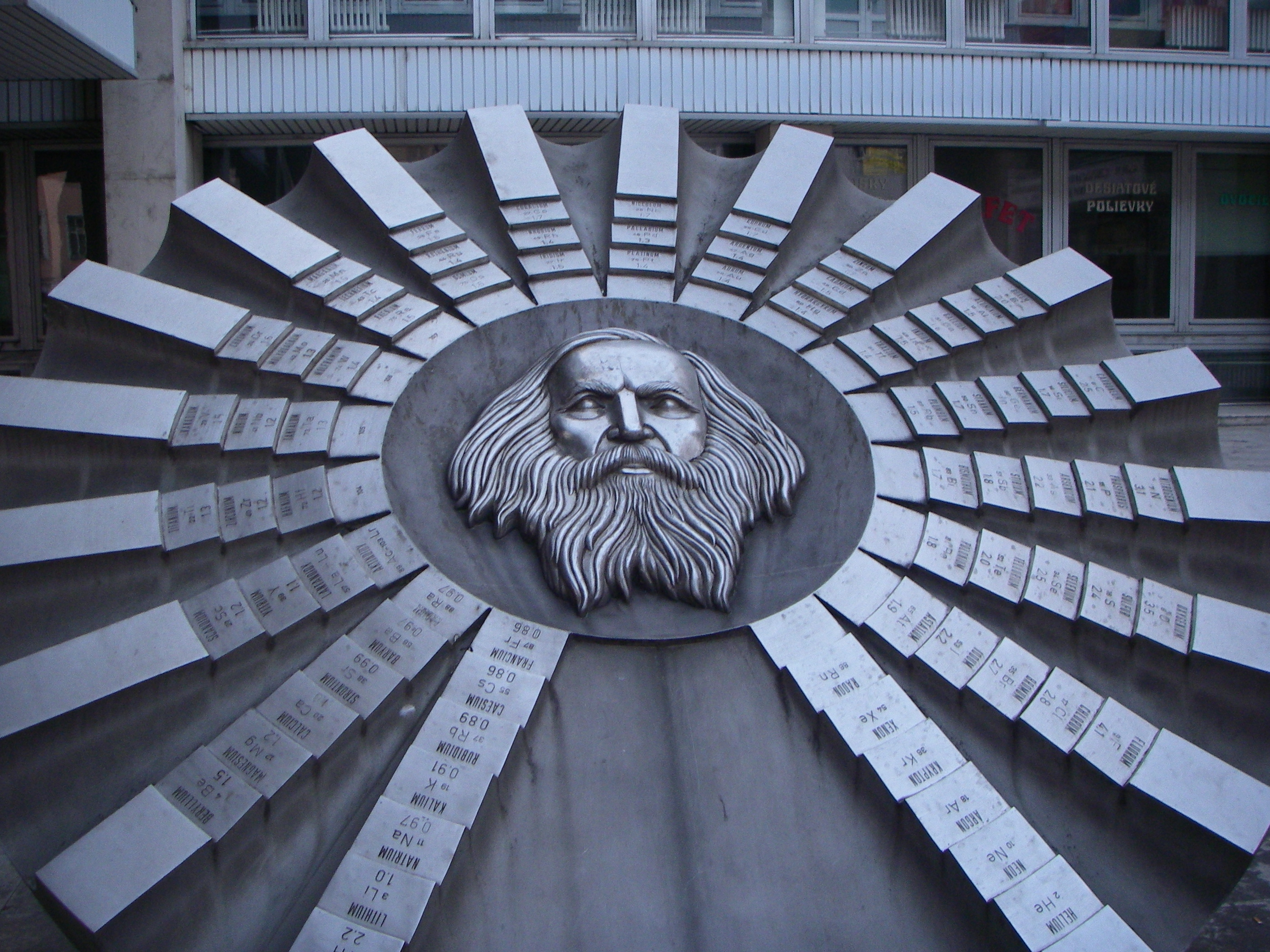
Mengyelejev emlékműve a periódusos táblán Pozsonyban

Mengyelejev egy használható osztályozás kidolgozására törekedve kezdte vizsgálni a kémiai elemek atomtömegei közötti kapcsolatokat. (Az atomtömeg fogalmát 1808-ban John Dalton angol kémikus vezette be, lehetővé téve a matematikai kapcsolat keresését az egyes értékek között.) Ezzel már mások is kísérleteztek, ám Mengyelejev szabályszerűséget vett észre, ha az elemeket növekvő atomtömeg szerint sorba rakjuk, a táblázat a fizikai-kémiai jellemzők periodikusságát mutatja, ami lehetővé teszi a kémiai reakciók típusokba sorolását is. A periódusos rendszerben a vízszintes sorokat periódusnak, az oszlopokat csoportoknak nevezik, a függőleges oszlopok száma nyolc, amelyek hasonló tulajdonságú elemeket tartalmaznak. (A törvényszerűséget a német Lothar Meyer is észrevette, de a felfedezést Mengyelejev publikálta előbb[forrás?].)
Mengyelejev a rendszer logikája alapján meg merte változtatni az egyes elemek sorrendjét, s az akkor ismert 63 elem mellett üres helyeket is hagyott. Sőt megjósolta az oda illő új elemek létét és tulajdonságait is, amihez nem kevés tudományos bátorságra volt szükség; egy ideig Nyugaton orosz miszticizmusnak is minősítették publikációját. A rendszer helyessége 1875-ben bizonyosodott be, amikor felfedezték a Mengyelejev által eka-aluminiumnak nevezett anyagot, a galliumot, amely fizikai tulajdonságaival pontosan beleillett az üresen hagyott rubrikába, majd néhány év múlva a germániumot és szkandiumot.
Mengyelejev hirtelen a világ legismertebb és legelismertebb vegyésze lett, csak úgy záporoztak rá a tudományos elismerések. Hazájában kivételezett helyzetet élvezett, amikor 1876-ban elvált, és egy 16 éves fiatal egyetemista lányt, Anna Ivanovna Popovát vette el, az ortodox doktrína szerint a bigámia bűnébe esett, de ügyét nem bolygatták. Még a szűk látókörű cári kormányzat is támogatta, 1867-ben Párizsban szerzett ismereteket az orosz szódagyártás fejlesztéséhez, 1876-ban az Egyesült Államokban a kőolajbányászatot tanulmányozta a kaukázusi kőolaj-kitermelés megszervezése érdekében. Nagy szerepe volt a donecki kőszénmezők feltárásában és kiaknázásában, és ő dolgozta ki az ásványi szenek fűtőértékét meghatározó eljárást.
1860-ban felfedezte a kritikus hőmérsékletet, amely felett a gázok nem cseppfolyósíthatóak, felismerte az általános gáztörvényt, a nyomás, hőmérséklet és térfogat kapcsolatát, kutatta az oldatok kémiáját, s a vegyészet mezőgazdasági hasznosítását. Feltalált egy füst nélküli lőport, nagy érdemeket szerzett az állami mérésügy vezetőjeként. Foglalkozott a hőtani jelenségekkel, a különféle halmazállapotú testek kiterjedésével, fizikai, kémiai átalakulásaival. Léghajóval is kísérletezett, 1887-ben teljesen egyedül emelkedett a magasba, hogy lefényképezzen egy napfogyatkozást, s bár a jármű kezeléséről semmit sem tudott, biztonságban ért földet.
Liberális nézetei, a diákság elnyomását bíráló nyilatkozatai miatt többször került összeütközésbe a cári rendszerrel. 1880-ban nem választották meg az akadémia rendes tagjává, 1890-ben a diákság egy petíciójának támogatása miatt nyugdíjazták, s többé nem kapott tudományos beosztást. Mengyelejev az egyszerű emberekkel rokonszenvezett, még világhírű tudósként is harmadosztályon utazott a vonaton, hogy társaságukban lehessen. Lánglelkű hazafi is volt, így a rendszerrel szemben táplált fenntartásai ellenére az orosz–japán háború 1904-es kitörése után támogatta a háborús erőfeszítéseket. 1906-ban, néhány hónappal halála előtt jelölték Nobel-díjra, de a kitüntetést végül a francia Henri Moissan kapta.
72 évesen, 1907. február 2-án halt meg Szentpéterváron. Tiszteletére nevezték el a periódusos rendszer 1955-ben felfedezett, 101-es rendszámú elemét mendeléviumnak.

## Mítosz a vodka mengyelejevi szabványáról
Egy elterjedt mítosz szerint a periódusos rendszer névadó-alkotójának köszönhető a klasszikus orosz vodka receptje és alkoholfoka is. A prémium kategóriájú Russzkij Sztandart vodka – gyártói szerint – ma is a Mengyelejev által szabadalmaztatott eljárással készül.
Mengyelejev valóban alkohol-víz elegyekről írta doktori disszertációját, a vodka 40%-os birodalmi szabványa azonban 50 évvel korábbról származik, a kémikus gyermekkorából. A mítoszt a Russia Today leplezte le 2009-ben.